# Gabriel Mayans Femenies
Gabriel Mayans Femenies és un cineasta mallorquí, nascut a Campos el 1931.
De formació autodidacta, des del 1975 i fins avui, ha realitzat més de 70 treballs, tots ells en Súper 8 i en català. Entre aquesta obra hi ha reportatges, documentals, el que ell denomina fantasies i, sobretot, pel·lícules de curt i mitjà metratge. Fins i tot ha realitzat un petit llargmetratge de 54 minuts, El llaüt de la vela negra. Ha creat la seva pròpia productora, Onso Films, que s'encarrega de tot el procés d'elaboració i producció dels seus treballs.
El 2012, Dani Arregui i Laia Boscho van realitzar el documental 8MM de Vida, un retrat filmogràfic del cineasta.

## Unes obres
- El llaüt de vela negra (guió Pere Morey)[4]
- La veu del vent (guió Pere Morey)[4]

## Premis
- 2003: Premi Bartomeu Oliver, un dels Premis 31 de desembre[5]